# 느낌 (드라마)
《느낌》은 1994년 7월 20일부터 1994년 9월 8일까지 방영된 KBS 2TV 수목 미니시리즈로, 삼형제를 중심으로 자신의 삶을 개척해가는 젊은이들의 이야기를 그렸다.

## 줄거리
미술을 전공하는 자상한 플레이보이의 맏형 한빈(손지창 분), 여자에게 무관심한 지적인 모범생 둘째 한현(김민종 분), 오토바이로 몰고 다니며 툭하면 싸움질을 벌이는 마초 타입의 막내 한준(이정재 분) 앞에 어느 날 어머니의 친구 딸 김유리가 등장하게 된다. 일명 엄친아 삼형제가 다니는 대학으로 썸머 스쿨을 오게 된 유리가 삼형제의 집에서 함께 살게 되면서 유리는 삼형제 모두에게 애정으로 엮이게 된다.

## 등장 인물

### 주요 인물
- 손지창 : 한빈 역 - 장남
- 김민종 : 한현 역 - 차남, 한빈과 쌍둥이
- 이정재 : 한준 역 - 삼남
- 우희진 : 김유리 역 - 경진 친구의 딸

### 그 외 인물
- 이본 : 이혜린 역 - 한빈의 여자친구
- 박재훈 : 김석장 역 - 삼형제의 친구, 한준과 동갑
- 이지은 : 이주희 역 - 한현을 좋아하는 후배
- 류시원 : 강동욱 역 - 삼형제의 친구. 혜린을 짝사랑함.
- 손종범 : 민춘수 역 - 삼형제의 친구
- 오솔미 : 미선 역
- 정영숙 : 장경진 역 - 삼형제의 어머니, 조명회사 운영
- 서갑숙 : 송 실장 역
- 한정국
- 김하균
- 박웅
- 김준범
- 성지은
- 최란
- 양재성
- 신소민

### 제작사
- 기획 : KBS
- 제작 : KBS

## 10분 요약본 다시보기

#### 1회 ~ 16회
| 방송 회차 | 방송 일자       | 다시보기 | 비고 |
| --------- | --------------- | -------- | --- |
| 1회       | 1994년 7월 20일 |          | 쾌활하며 똑똑한 첫재 한빈(손지창), 빈과는 이란성 쌍둥이로 공부벌레인 둘째 한현(김민종), 그리고 다정다감하면서도 말썽꾸러기 막내 한준(이정재). 이들 삼형제는 성격만큼이나 외모도 다르다. 국민학생때인 7년전 함께 지냈던 엄마 친구 딸 김유리(우희진)가 프랑스에서 여름방학 동안 이들의 집으로 온다고 하자 삼형제는 유리가 자신들의 집에서 지내는것을 찬성하고 제각기 유리의 변한 모습을 상상해본다. 드디어 공항에 도착한 유리는 삼형제의 집으로 향한다.                                                                  |
| 2회       | 1994년 7월 21일 |          | 삼형제와 함께 생활하게 된 유리는 첫날 아침 준의 부시시한 모습과 맞부딪히곤 웃음을 터뜨린다. 빈과 준이 유리에게 적극적으로 잘해주는 반면 현은 약간 냉담한 시선으로 유리를 바라본다. 유리를 자꾸 형 빈에게 빼앗기게 된 준은 분통을 터뜨리지만 유리는 그것도 모른채 빈을 따라 나선다. 마로니에 공원에 간 준은 계단난간에서 뛰어내리는 유리를 안자 굳은 표정으로 돌아선다. |
| 3회       | 1994년 7월 27일 |          | 빈과 혜빈의 관계로 인해 괴로워 하던 준은 급기야 술을 먹고 곁에 있던 사람과 시비가 붙어 경찰서에 끌려가게 되고, 주희는 현의 관심을 끌려고 노력하나 현은 그런 주희를 무시한다. 한편 준은 빈과 작업을 하다가 나온 유리를 오토바이에 태우고는 빈에게 말도 없이 어디론가 데려가 버린다. 밤늦게 없어졌던 유리가 준과 함께 나타나자 식구들은 준을 몰아세우고 현은 준의 뺨을 때린다. |
| 4회       | 1994년 7월 28일 |          | 준과 오후에 만나기로 약속한 유리는 잠깐 빈의 작업실에 갔다가 마침 혼자 있던 빈에게 이끌려 공포영화를 보러간다. 영화를 보고 나온 유리는 준을 만나러 가고 준 또한 공포영화를 보여준다. 준과 함께 나온 유리는 극장 앞에서 현과 주희를 만나는데 넷은 또다시 공포영화를 보게 된다. 현은 주희가 준 테이프를 듣기 위해 안방에 있는 녹음기에 테잎을 넣다가 녹음기 안에 있던 테잎에서 흘러나오는 충격적인 사실을 듣게 된다. |
| 5회       | 1994년 8월 3일  |          | 삼형제 중 한명이 친형제가 아니며 더불어 유리의 친오빠라는 사실을 알게 된 현은 고민을 하게 되고, 아무것도 모르는 빈과 준은 유리에 대한 감정이 깊어만 간다. 조정경기에 패한 준은 드디어 유리에 대한 자신의 사랑을 고백한다. 빈과 미대친구들은 산미전 출품을 하고 홀가분한 마음으로 섬으로 여행을 떠나기로 하는데 준, 현, 유리, 주희도 함께 가기로 한다. |
| 6회       | 1994년 8월 4일  |          | 빈, 현, 준 등 삼형제와 미대친구들, 유리, 주희는 무인도에서 즐거운 시간을 보내던 중 유리가 바다에 빠지게 되고 현이 유리를 구해준다. 준은 바닷가에서 유리에게 격정적으로 대했던 것을 사과하고 기다려 달라는 이야기를 한다. 일행은 서둘러 섬을 떠나나 유리와 현이 배를 못타고 섬에 남게 되고 빈과 준은 불안한 마음으로 그들을 기다린다. 다음날 삼 형제와 유리는 다시 만나 집으로 돌아오고, 준은 빈의 방에서 유리를 스케치한 그림들을 발견하고 놀란다.                                                                     |
| 7회       | 1994년 8월 10일 |          | 유리에 대한 빈의 감정을 알게 된 준은 형과 싸울수 없다는 판단에 유리를 포기 하기로 하고, 빈 역시 질질 끌려오던 자신의 감정을 정리하기로 한다. 유리의 소개팅을 둘러싸고 빈, 현, 준 삼형제는 방해공작을 펼치며 준은 또다른 조정 시합에서 우승을 한다. 오랜만에 모인 삼형제와 유리는 준의 승리를 축하하며 즐거운 한때를 보낸다. 한편 프랑스에서 유리의 양어머니가 쓰러졌다는 소식이 전해오자 유리는 삼형제와 아쉬운 이별을 하고 프랑스로 떠난다.                                                                           |
| 8회       | 1994년 8월 11일 |          | 4년후 디자인 관계로 바쁜 빈은 엄마의 생일을 뒤늦게 기억하고서는 혜린과 함께 방에 생일파티를 꾸미고, 준은 장미꽃 다발로 엄마의 마음을 풀어준다. 미국에 가서 연락이 없던 현도 딜러가 되어 엄마의 생일에 맞추어 집에 돌아온다. 한편 혜린과 언약식을 하던 빈은 프랑스에서 걸려온 유리의 전화를 받고 놀란다. |
| 9회       | 1994년 8월 17일 |          | 현이 자신의 오피스텔 옆방에 유리의 숙소를 구해주자 유리는 현에게 왜 자신에게 특별히 잘해주냐며 묻고 이사한 유리의 집을 찾아온 준은 유리에게 자신에게 너무 잘해주지 말라고 말한다. 한편 혜린과 함께 유리의 오피스텔을 찾아 왔던 빈은 혜린과 헤어진후 다시 유리를 찾아오고 마침 찾아온 현 , 준과 함께 모처럼 삼형제와 유리는 즐거운 시간을 갖는다. 경진의 권유로 현은 선을 보게 되고 선을 본다는 현의 말에 유리는 우울해지는데 현은 맞선대상이 주희임을 알고 놀란다.                                                     |
| 10회      | 1994년 8월 18일 |          | 경진의 권유로 현은 선을 보게 되고, 이 소식을 들은 유리는 우울해 한다. 한편 현은 맞선장소에 나갔다가 대상이 주희임을 알고 놀라는데... |
| 11회      | 1994년 8월 24일 |          | 유리를 양녀로 맞이하자는 경진의 말에 삼형제는 모두 반대의사를 표시하고 그로 인해 유리는 상처를 받는다. 준은 춘수와 동업으로 가게를 계약하지만 사기를 당하게 되고, 이에 분한 준은 울음을 터뜨리며 나머지 돈마저 분수대에 뿌려버린다. 경진은 준에게 가게를 다시 계약하라며 돈을 건네준다. 가게 오픈 파티에서 게임을 하던 중 혜린은 빈에게 자신외에 좋아하는 여자가 있냐는 질문을 던지는데 대답을 외면한채 술을 마시는 빈의 모습에 눈물을 흘리며 밖으로 나간다.                                                           |
| 12회      | 1994년 8월 25일 |          | 경진이 동욱과 유리를 이어주려고 만든 자리에서 동욱은 유리에게 빈과 혜린의 관계가 유리로 인해 어색해졌다는 말을 전한다. 혜린은 빈에게 헤어지자는 말을 하자 더 이상 소용이 없다고 생각한 빈은 혜린이 원하는대로 해주겠다며 돌아선다. 유리의 오피스텔에서 쉬고있던 빈은 춘수의 전화를 받게되고, 혜린이 응급실에 실려갔다는 소식에 병원으로 달려간다. |
| 13회      | 1994년 8월 31일 |          | 혜린은 자살소동 이후 빈과의 연락을 끊어버리고 동욱은 혜린에게 자신은 언제든지 혜린을 기다리겠다는 말을 남긴다. 빈은 혜린의 일로 괴로워하고 혜린은 유리를 찾아와 빈의 빈자리를 유리가 채워달라고 부탁한다. 빈에 대한 유리의 태도가 못마땅한 현은 급기야 유리와 다투게 되고, 준을 찾아온 유리는 자신은 현을 사랑하지만 프랑스로 돌아가겠다고 한다. 유리의 말에 준은 일생동안 자신이 사랑하는 사람은 유리밖에 없을 것이라는 말을 남긴다. 한편 술에 취한 현은 빈, 준에게 자신들 중 한명이 유리의 친오빠라는 사실을 말한다. |
| 14회      | 1994년 9월 1일  |          | 자신들 중의 한명이 유리의 친오빠인것을 알게 된 빈과 현은 고민에 쌓이고 준은 술을 마시고 들어와 경진에게 누가 친아들이 아니냐고 다그친다. 한편 경진의 회사가 맡은 공사가 잘못되어 부도가 날 위기에 몰리자 삼형제는 어머니 돕기에 나선다. 한편 동욱을 찾아온 혜린이 술에 취해 동욱에게 결혼하자고 말하자 동욱은 혜린의 마음엔 오직 빈 뿐일거라 말하고, 동욱에게 만나자는 전화를 받고 약속장소로 나간 빈은 뜻밖에 혜린을 만나게 된다. 또한 주희는 오피스텔로 유리를 찾아가 모든 사실을 말하게 된다.                       |
| 15회      | 1994년 9월 7일  |          | 현의 방에서 기다리고 있던 유리는 현이 돌아오자 형제중 누가 자신의 오빠냐고 캐묻고 현은 대답을 하지 못한다. 충격을 받은 유리는 이튿날 아침 어디론가 떠나고 빈과 준은 현에게 유리가 사실을 알게 되었음을 전해듣는다. 한편 빈은 혜린과의 관계를 회복하기 위해 혜린을 찾아가나 혜린은 다음달에 유학을 간다고 말하고, 현은 주희를 만나 자신에 대한 감정을 정리하라고 말한다. 집을 나갔던 유리가 돌아와 프랑스로 돌아가겠다고 말하자 경진은 마침내 아이들에게 사실을 말해주기로 결심한다.                                    |
| 16회      | 1994년 9월 8일  |          | 결국 유리의 친오빠는 준이임이 밝혀지고, 빈은 혜린이 출국하는 날 공항에서 혜린을 만나 혜린의 여권을 찢어버리고 둘은 다시 관계를 회복한다. 현은 홍콩 지사 근무를 지원해 홍콩으로 떠나게 되는데 현이 떠나는 전날 오랜만에 유리를 포함한 온가족이 집에 모여 즐거운 시간을 보낸다. 그로부터 1년후 유리는 화실에 나가 아이들을 가르치고 빈은 모두의 축복속에 혜린과 결혼식을 올리게 되는데 빈의 결혼식에 맞추어 현이 홍콩에서 귀국한다.                                                                                      |

## OST
| #  | 제목                                                | 가수           | 재생 시간 |
| -- | --------------------------------------------------- | -------------- | --------- |
| 1. | 〈그대와 함께(With You) (TVN 응답하라1994 삽입곡)〉 | 손지창, 김민종 |           |
| 2. | 〈별을 잃어버린 소년〉                              | 손지창         |           |
| 3. | 〈오늘은 정말〉                                     | 손지창         |           |
| 4. | 〈그대 없이는(Without You)〉                        | 손지창         |           |
| 5. | 〈느낌〉                                            | 홍재선         |           |
| 6. | 〈아마 그건〉                                       | 홍재선         |           |
| 7. | 〈너는?〉                                           | 홍재선         |           |
| 8. | 〈느낌〉                                            | 홍재선         |           |

## 연장
- 《느낌》은 당초 10부작으로 기획되었으나 후속작 준비 미비 등으로 6부 늘린 16회로 막을 내렸다.

## 에피소드
제1화 첫번째 느낌
제2화 두번째 느낌
제3화 세번째 느낌
제4화 네번째 느낌
제5화 다섯번째 느낌
제6화 여섯번째 느낌
제7화 일곱번째 느낌
제8화 여덞번째 느낌
제9화 아홉번째 느낌
제10화 열번째 느낌
제11화 열 한번째 느낌
제12화 열 두번째 느낌
제13화 열 세번째 느낌
제14화 열 네번째 느낌
제15화 열 다섯번째 느낌
제16화 마지막 느낌(최종회)

## 참고 사항

### 캐스팅 및 에피소드
- 처음 기획할 때는 손지창-김민종-김원준이 드라마 타이틀곡도 부르고 테마곡도 바꿔서 부를 예정었으나, 김원준이 자신이 없다는 이유로 출연을 거절하자 당시 신인급이었던 이정재가 대타로 들어갔다.[1]
- 데뷔작이나 마찬가지였던 이정재는 《느낌》을 통해 본격적으로 인기에 발동을 걸더니 1995년 방영된 SBS 《모래시계》에 출연하면서 톱스타로서의 입지를 굳히게 됐다.
- 손지창과 김민종이 결성한 더 블루가 부른 드라마 주제곡 〈그대와 함께〉가 엄청난 인기를 얻었는데, 특히 가사 내용 중 ‘언제까지나’에서 ‘언’을 지나치게 강조한 ‘언! 언! 언제까지나’가 포인트로 당시 남학생들의 노래방 애창곡이 되기도 했다. 이후 2009년에 한 차례 The Blue의 셀프 커버 버전이 〈언! 언! 언제까지나〉를 그대로 포함한 채 나왔고, 훗날 《응답하라 1994》에서 B1A4가 커버하기도 했다.
- 아직 뜨기 전의 류시원도 이본을 좋아하는 내성적인 학생이라는 삼각관계의 곁가지 조연 역할로 출연했다.
- 당시 인기 절정의 꽃미남 배우들을 서로 다른 캐릭터로 감상할 수 있었던 선물세트 같은 드라마다.
- 1회에 대학교 축제 장면에서는 이소라가 포함된 낯선 사람들의 장면 및 데뷔하기 전 채리나의 모습이 잠시 스쳐 지나간다.
- 여자 주인공 우희진이 드라마에 몰입한 당대의 여학생들로부터 질투를 받기도 했다.
- 첫 장면에서 나온 학교 축제부터 시작해서 대부분 극 배경이 강원대학교에서 촬영되는 등 초반의 많은 부분이 캠퍼스에서 전개되었기 때문에 90년대 초중반 대학생들, 일명 X세대들의 대학 생활을 아주 자세히 엿볼 수 있다.

### 논란
- 여주인공을 둘러싸고 삼형제가 가슴앓이를 한다는 설정 자체는 80년대 무명 만화가가 일본 만화를 불법 복제하여 발표한 《물빛 커튼을 열면》을 표절했다는 비난을 샀다.[2]
- 외환딜러인 한현(김민종 분)이 컴퓨터 단말기만 몇 차례 두들겨서 매일 몇 만 달러씩 벌어들이는 것, 독립심이 강해 노점상을 해 온 한준(이정재 분)이 어머니 장경진(정영숙 분)의 도움으로 갑자기 가게 주인이 되는 것 등이 지나치게 비현실적이라는 비판을 샀다.[3]
- 손지창, 김민종, 이정재 등 인기스타를 동원하여 높은 시청률을 기록했지만 남녀 간의 복잡 미묘한 관계 설정에만 초점을 맞춘 채 드라마를 끌고 나가 흥미 위주의 무성의한 제작이란 비판을 받았다.[4]

### 기타
- 2020년 KBS디지털미디어국에서는 1회부터 16회까지 유튜브 채널 옛날티비 [10드:10분 드라마] 서비스를 통해 드라마 10분 요약 영상을 순차적으로 공개하고 있다.